# Tűzpróba (James Dashner)
A Tűzpróba James Dashner 2010-es, fiatal felnőtteknek szánt disztópikus sci-fi regénye. Ez a második könyv Az útvesztő-könyvsorozatban. Az útvesztő folytatása, ezt követi Halálkúra, majd a Halálparancs, és végül a The Fever Code. 
A könyv filmadaptációja 2015. szeptember 18-án került bemutatásra a 20th Century Fox forgalmazásában.

## Magyarul
- Tűzpróba. Az Útvesztő-trilógia második kötete; ford. Havadi Krisztina; Cartaphilus, Bp., 2014 (Carta light)